# Гошен (Індіана)
Гошен (англ. Goshen) — місто (англ. city) в США, в окрузі Елкгарт штату Індіана. Населення — 34 517 осіб (2020).

## Географія
Гошен розташований за координатами 41°34′30″ пн. ш. 85°49′51″ зх. д. / 41.57500° пн. ш. 85.83083° зх. д. (41.574921, -85.830793).  За даними Бюро перепису населення США в 2010 році місто мало площу 42,95 км², з яких 42,03 км² — суходіл та 0,92 км² — водойми.

## Демографія
Згідно з переписом 2010 року, у місті мешкало 31 719 осіб у 11 344 домогосподарствах у складі 7580 родин. Густота населення становила 738 осіб/км².  Було 12631 помешкання (294/км²).
Расовий склад населення:
| - 78,2 % — білих - 2,6 % — чорних або афроамериканців - 1,2 % — азіатів - 0,5 % — корінних американців - 14,8 % — осіб інших рас |

До двох чи більше рас належало 2,7 %. Частка іспаномовних становила 28,1 % від усіх жителів.
За віковим діапазоном населення розподілялося таким чином: 27,4 % — особи молодші 18 років, 57,7 % — особи у віці 18—64 років, 14,9 % — особи у віці 65 років та старші. Медіана віку мешканця становила 32,4 року. На 100 осіб жіночої статі у місті припадало 95,5 чоловіків;  на 100 жінок у віці від 18 років та старших — 91,3 чоловіків також старших 18 років.
Середній дохід на одне домашнє господарство  становив 49 095 доларів США (медіана — 41 117), а середній дохід на одну сім'ю — 53 722 долари (медіана — 46 062). Медіана доходів становила 36 925 доларів для чоловіків та 27 350 доларів для жінок. За межею бідності перебувало 22,6 % осіб, у тому числі 34,2 % дітей у віці до 18 років та 7,6 % осіб у віці 65 років та старших.
Цивільне працевлаштоване населення становило 14 141 осіб. Основні галузі зайнятості: виробництво — 35,9 %, освіта, охорона здоров'я та соціальна допомога — 20,1 %, роздрібна торгівля — 10,0 %, мистецтво, розваги та відпочинок — 7,2 %.

## Відомі люди
- Говард Гокс (1896 — 1977) — американський кінорежисер, продюсер та сценарист.